# Ciclos de reposição da parede do olho

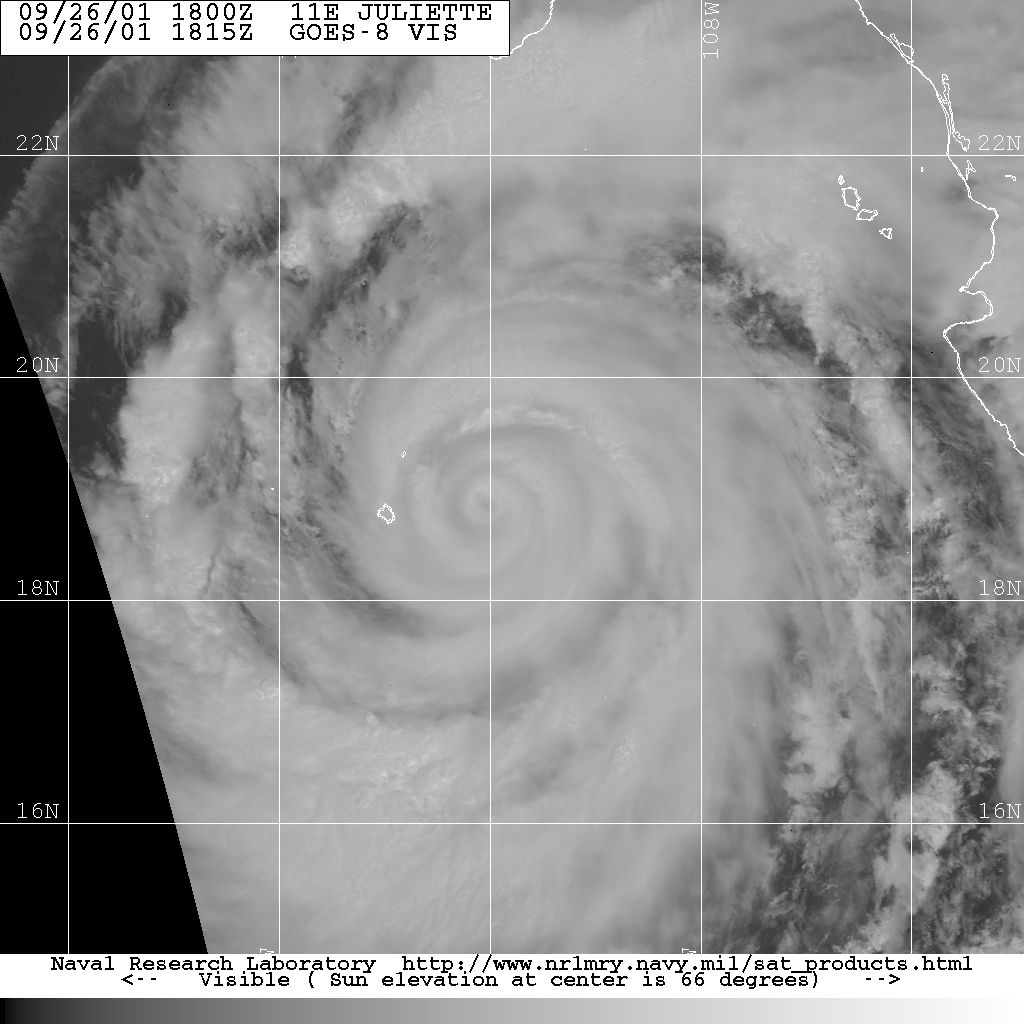
Furacão Juliette, um caso raro de paredes triplas dos olhos

Os ciclos de substituição da parede do olho, (em inglês Eyewall replacement cycle), ocorrem naturalmente em ciclones tropicais intensos, geralmente com ventos superiores a 185 km/h (115 mph) ou grandes furacões ( categoria 3 ou superior). Quando os ciclones tropicais atingem essa intensidade e a parede dos olhos se contrai ou já é suficientemente pequena, algumas das bandas de chuva externas podem fortalecer-se e organizar-se num anel de tempestades - uma parede de olhos externa - que se move lentamente para dentro e rouba a parede de olho da humidade necessária e momento angular. Como os ventos mais fortes estão na parede ocular de um ciclone, o ciclone tropical geralmente enfraquece durante esta fase, pois a parede interna é "sufocada" pela parede externa. Eventualmente, a parede ocular externa substitui completamente a interna, e a tempestade pode se intensificar.
A descoberta desse processo foi parcialmente responsável pelo fim da experiência de modificação de furacões do governo dos EUA, o Projeto Stormfury. Este projeto partiu para semear nuvens fora da parede dos olhos, aparentemente causando uma nova parede dos olhos e enfraquecendo a tempestade. Quando se descobriu que esse era um processo natural devido à dinâmica dos furacões, o projeto foi rapidamente abandonado.
Quase todo furacão intenso passa por pelo menos um desses ciclos durante a sua existência. Estudos recentes mostraram que quase metade de todos os ciclones tropicais e quase todos os ciclones com ventos sustentados acima de 204 km/h (127 mph; 110 kn), passam por ciclos de substituição da parede ocular. O furacão Allen, em 1980, passou por repetidos ciclos de substituição da parede ocular, flutuando várias vezes entre categoria 5 e categoria 4 na escala Saffir-Simpson. O Tufão June (1975) foi o primeiro caso relatado de paredes triplas dos olhos, e Hurricane Juliette (2001) foi um caso documentado disso.

## História

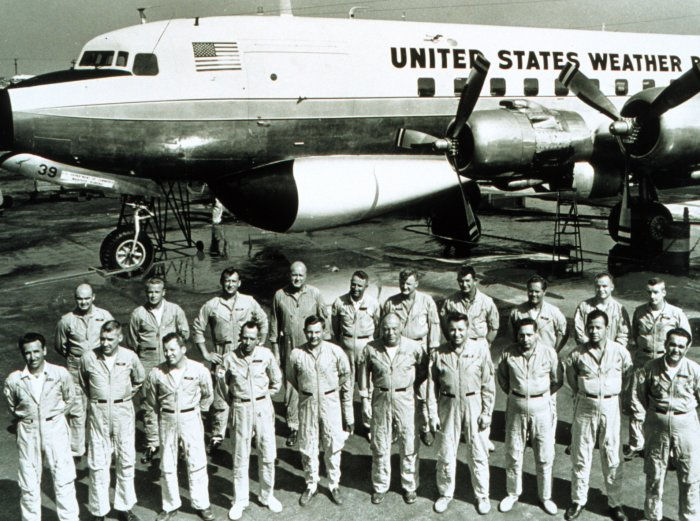
Foto de 1966 da equipe e do pessoal do Projeto Stormfury

O primeiro sistema tropical a ser observado com as paredes oculares concêntricas foi o Tufão Sarah por Fortner em 1956, que ele o descreveu como "um olho dentro de um olho". A tempestade foi observada por uma aeronave de reconhecimento como tendo uma parede ocular interna a 3.7 mi (6 km) e uma parede ocular externa a 17 mi (28 km). Durante um vôo subsequente, 8 horas depois, a parede ocular interna havia desaparecido, a parede ocular externa havia sido reduzida para 16 km (9.9 mi) e os ventos máximos sustentados e a intensidade do furacão haviam diminuído.  O próximo furacão observado com paredes oculares concêntricas foi o furacão Donna em 1960. O radar das aeronaves de reconhecimento mostrava um olho interno que variava de 16 km (10 mi) em baixa altitude até 21 km (13 mi) perto da tropopausa. Entre as duas paredes oculares havia uma área de céu claro que se estendia verticalmente de 910 m (3,000 ft) a 7,600 m (25,000 ft). As nuvens de baixo nível a cerca de 910 m (3,000 ft) foram descritos como estratocúmulo com rolos horizontais concêntricos. Foi relatado que a parede ocular externa alcançava alturas próximas a 14,000 m (45,000 ft) enquanto a parede ocular interna se estendia apenas a 9,100 m (30,000 ft) 12 horas após a identificação das paredes oculares concêntricas, a parede interna se dissipou.
O furacão Beulah, em 1967, foi o primeiro ciclone tropical a ter o seu ciclo de substituição da parede ocular observado do começo ao fim. As observações anteriores de paredes oculares concêntricas foram de plataformas baseadas em aeronaves. Beulah foi observado no radar terrestre de Porto Rico por 34 horas, período durante o qual uma parede dupla se formou e se dissipou. Observou-se que Beulah atingiu a intensidade máxima imediatamente antes de se submeter ao ciclo de substituição da parede ocular e que "provavelmente foi mais do que uma coincidência".  Observou-se que ciclos de substituição anteriores da parede ocular diminuíam a intensidade da tempestade mas, naquele momento, a dinâmica do motivo pelo qual ocorria não era conhecida.
Já em 1946, sabia-se que a introdução de gelo de dióxido de carbono ou iodeto de prata em nuvens que continham água super resfriada converteria algumas das gotículas em gelo, seguidas pelo processo Bergeron-Findeisen de crescimento das partículas de gelo às custas das gotículas, cuja água acabaria em grandes partículas de gelo. O aumento da taxa de precipitação resultaria na dissipação da tempestade. No início de 1960, a teoria de trabalho era que a parede dos olhos de um furacão era inerentemente instável e que as nuvens tinham uma grande quantidade de água super-resfriada. Portanto, semear a tempestade fora da parede ocular liberaria mais calor latente e faria com que a parede ocular se expandisse. A expansão da parede ocular seria acompanhada de uma diminuição na velocidade máxima do vento através da conservação do momento angular.

### Projeto Stormfury
O Projeto Stormfury foi uma tentativa de enfraquecer os ciclones tropicais, lançando aeronaves contra eles e semeando com iodeto de prata. O projeto foi executado pelo governo dos Estados Unidos de 1962 a 1983.
A hipótese era que o iodeto de prata faria com que a água super-resfriada na tempestade congelasse, interrompendo a estrutura interna do furacão. Isso levou à semeadura de vários furacões no Atlântico. No entanto, mais tarde foi demonstrado que essa hipótese estava incorreta. Na realidade, foi determinado que a maioria dos furacões não contém água super-resfriada suficiente para que a semeadura de nuvens seja eficaz. Além disso, os pesquisadores descobriram que os furacões sem sementes geralmente passam pelos ciclos de substituição da parede dos olhos que eram esperados dos furacões com sementes. Essa descoberta questionou os sucessos de Stormfury, pois as mudanças relatadas agora tinham uma explicação natural.
O último vôo experimental foi realizado em 1971, devido à falta de tempestades candidatas e a uma mudança na frota da NOAA. Mais de uma década após o último experimento de modificação, o Projeto Stormfury foi oficialmente cancelado. Embora tenha sido um fracasso em seu objetivo de reduzir a destrutividade dos furacões, o Projeto Stormfury não foi sem mérito. Os dados observacionais e a pesquisa do ciclo de vida das tempestades gerados pelo Stormfury ajudaram a melhorar a capacidade dos meteorologistas de prever o movimento e a intensidade de futuros furacões.

## Formação secundária da parede ocular

Imagens da Missão de Medição de Chuva Tropical mostram o início de um ciclo de substituição da parede do olho no furacão Frances

As paredes oculares secundárias já foram consideradas um fenômeno raro. Desde o advento dos aviões de reconhecimento e dos dados de satélite de microondas, observou-se que mais da metade de todos os principais ciclones tropicais desenvolve pelo menos uma parede ocular secundária. Existem muitas hipóteses que tentam explicar a formação de paredes oculares secundárias. A razão pela qual os furacões desenvolvem paredes oculares secundárias não é bem conhecida.

### Identificação
A identificação qualitativa das paredes oculares secundárias é fácil para um analista de furacões. Envolve ver imagens de satélite ou radar e verificar se existem dois anéis concêntricos de convecção aprimorada. A parede ocular externa é geralmente quase circular e concêntrica com a parede ocular interna. A análise quantitativa é mais difícil, pois não existe uma definição objetiva do que é uma parede ocular secundária. Kossin et al.. especificou que o anel externo tinha que ser visivelmente separado do olho interno com pelo menos 75% fechado com uma região de fosso sem nuvens.
Embora as paredes oculares secundárias tenham sido vistas como um ciclone tropical se aproximando da terra, nenhuma foi observada enquanto o olho não está sobre o oceano. Julho oferece as melhores condições ambientais de fundo para o desenvolvimento de uma parede ocular secundária. As mudanças na intensidade de furacões fortes como Katrina, Ophelia e Rita ocorreram simultaneamente com os ciclos de substituição da parede dos olhos e compreenderam interações entre as paredes dos olhos, bandas de chuva e ambientes externos. Os ciclos de substituição das paredes oculares, como ocorreu em Rita ao se aproximar da costa do Golfo dos Estados Unidos, podem aumentar muito o tamanho dos ciclones tropicais e, simultaneamente, diminuir a força.
Durante o período de 1997-2006, foram observados 45 ciclos de substituição da parede ocular no Oceano Atlântico Norte tropical, 12 no Pacífico Norte Leste e 2 no Pacífico Norte Oeste. 12% de todas as tempestades do Atlântico e 5% das tempestades no Pacífico sofreram substituição da parede ocular durante esse período. No Atlântico Norte, 70% dos grandes furacões tiveram pelo menos uma substituição da parede do olho, em comparação com 33% de todas as tempestades. No Pacífico, 33% dos grandes furacões e 16% de todos os furacões tiveram um ciclo de substituição da parede ocular. Tempestades mais fortes têm maior probabilidade de formar uma parede ocular secundária, com 60% dos furacões da categoria 5 passando por um ciclo de substituição da parede ocular em 12 horas.
Durante os anos 1969-1971, 93 tempestades atingiram a força das tempestades tropicais ou mais no Oceano Pacífico. 8 dos 15 que atingiram a força do super tufão (65 m/s), 11 das 49 tempestades que atingiram a força de tufões (33 m/s) e nenhuma das 29 tempestades tropicais (<33 m/s) desenvolveram paredes oculares concêntricas. Os autores observam que, como as aeronaves de reconhecimento não estavam procurando especificamente por recursos da parede dupla, esses números provavelmente subestimam.
Durante os anos 1949-1983, 1 268 tufões foram observados no Pacífico Ocidental. 76 deles tinham paredes oculares concêntricas. De todos os tufões submetidos à substituição da parede dos olhos, cerca de 60% o fizeram apenas uma vez; 40% tiveram mais de um ciclo de substituição da parede ocular, com dois dos tufões sofrendo cinco substituições. O número de tempestades com ciclos de substituição da parede do olho estava fortemente correlacionado com a força da tempestade. Tufões mais fortes eram muito mais propensos a ter paredes oculares concêntricas. Não houve casos de paredes duplas nos quais o vento máximo sustentado era inferior a 45 m/s ou a pressão mínima foi superior a 970 hPa. Mais de três quartos dos tufões que tiveram pressões inferiores a 970 hPa desenvolveram o recurso de parede dupla. A maioria dos tufões do Pacífico Oeste e Central que experimentam paredes duplas o fazem nas proximidades de Guam.

### Hipóteses de formação inicial

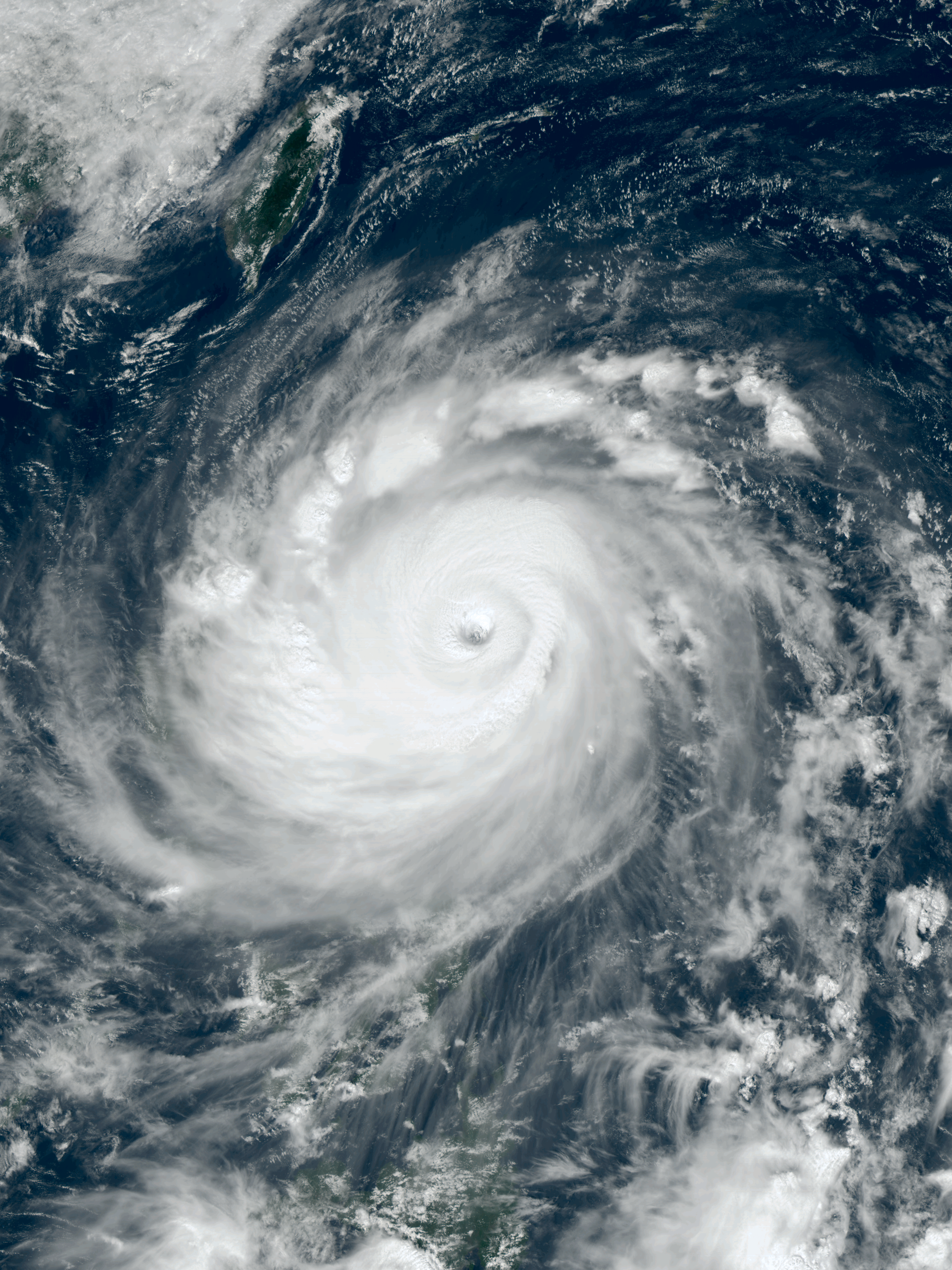
Paredes oculares concêntricas vistas no tufão Haima, enquanto viaja para o oeste através do Oceano Pacífico

Desde que os ciclos de substituição da parede dos olhos foram descobertos como naturais, houve um forte interesse em tentar identificar o que os causa. Existem muitas hipóteses apresentadas que agora estão abandonadas. Em 1980, o furacão Allen atravessou a região montanhosa do Haiti e, simultaneamente, desenvolveu uma parede ocular secundária. Hawkins observou isso e hipotetizou que a parede ocular secundária pode ter sido causada por forçagem topográfica. Willoughby sugeriu que uma ressonância entre o período inercial e o atrito assimétrico pode ser a causa das paredes oculares secundárias. Estudos e observações posteriores de modelagem mostraram que as paredes oculares externas podem se desenvolver em áreas não influenciadas pelos processos terrestres.
Existem muitas hipóteses sugerindo uma ligação entre os recursos da escala sinóptica e a substituição secundária da parede ocular. Observou-se que distúrbios de ondas que viajam radialmente para dentro precederam o rápido desenvolvimento de distúrbios tropicais em ciclones tropicais. Foi levantada a hipótese de que esse forçamento interno da escala sinóptica poderia levar a uma parede ocular secundária. O rápido aprofundamento da baixa tropical em conexão com o forçamento da escala sinóptica foi observado em várias tempestades mas demonstrou não ser uma condição necessária para a formação de uma parede ocular secundária. A troca de calor na superfície induzida pelo vento (WISHE) é um mecanismo de feedback positivo entre o oceano e a atmosfera, no qual um fluxo de calor mais forte do oceano para a atmosfera resulta em uma circulação atmosférica mais forte, o que resulta em um forte fluxo de calor. O WISHE foi proposto como um método de geração de paredes oculares secundárias. Trabalhos posteriores mostraram que, embora o WISHE seja uma condição necessária para amplificar distúrbios, não é necessário gerá-los.

### Hipótese da onda de Rossby no vórtice
Na hipótese da onda de Rossby no vórtice, as ondas viajam radialmente para fora do vórtice interno. As ondas amplificam o momento angular em um raio dependente da velocidade radial correspondente à do fluxo externo. Nesse ponto, os dois estão com fase bloqueada e permitem que a coalescência das ondas forme uma parede ocular secundária.

### Hipótese da axissimetrização da saia β
Em um sistema fluido, β (beta) é a mudança espacial, geralmente horizontal, na vorticidade vertical ambiental. β é maximizado na parede ocular de um ciclone tropical. A axissimetrização de β-saia (BSA) assume que um ciclone tropical prestes a desenvolver um olho secundário terá um β decrescente, mas não negativo, que se estende da parede dos olhos a aproximadamente 31 mi (50 km) a 62 mi (100 km) da parede dos olhos. Nesta região, existe um pequeno, mas importante β. Essa área é chamada de saia β. Para fora da saia, β é efetivamente zero.
A energia potencial disponível convectiva (CAPE) é a quantidade de energia que uma parcela de ar teria se levantasse uma certa distância verticalmente na atmosfera. Quanto maior o CAPE, maior a probabilidade de haver convecção. Se áreas de alto CAPE existirem na saia β, a convecção profunda que se forma atuaria como fonte de energia cinética de vorticidade e turbulência. Essa energia em pequena escala será transformada em jato ao redor da tempestade. O jato de baixo nível concentra a energia estocástica em um anel quase axissimétrico ao redor do olho. Uma vez que este jato de baixo nível se forme, um ciclo de feedback positivo como WISHE pode amplificar as perturbações iniciais em uma parede ocular secundária.

## Morte da parede ocular interna

Depois que a parede ocular secundária envolve totalmente a parede interna, ela começa a afetar a dinâmica do ciclone tropical. Os furacões são alimentados pela alta temperatura do oceano. As temperaturas da superfície do mar imediatamente abaixo de um ciclone tropical podem ser vários graus mais frias do que as da periferia de uma tempestade e, portanto, os ciclones dependem de receber a energia do oceano pelos ventos em espiral. Quando uma parede ocular externa é formada, a humidade e o momento angular necessários para a manutenção da parede ocular interna estão sendo usados para sustentar a parede ocular externa, fazendo com que o olho interno enfraqueça e se dissipe, deixando o ciclone tropical com um olho maior em diâmetro do que o olho anterior.

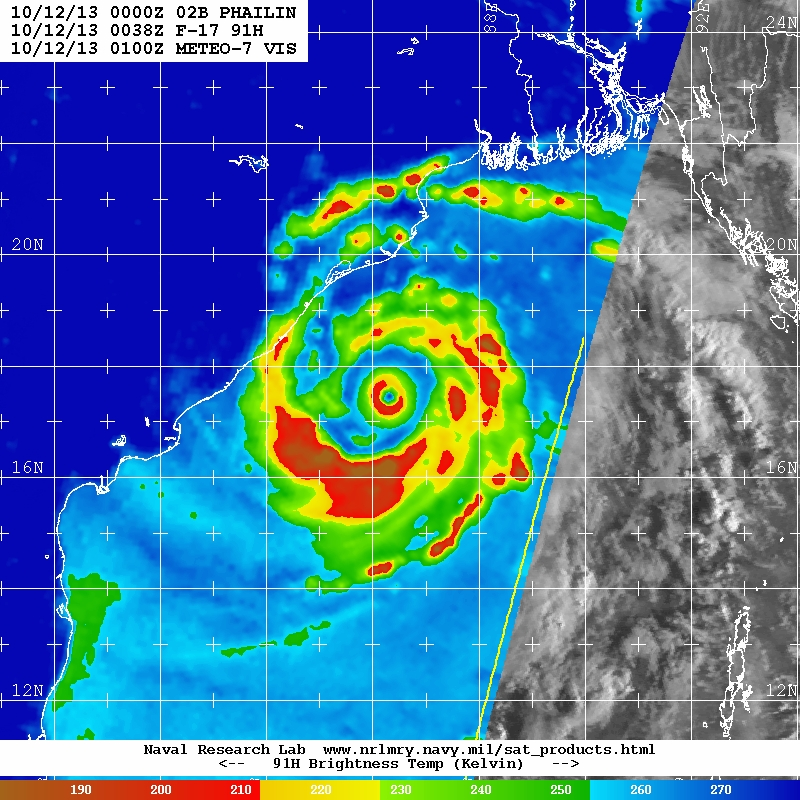
Um passe de microondas do ciclone Phailin revelando o fosso entre as paredes oculares interna e externa

Na região do fosso entre a parede ocular interna e externa, as observações por dropsondas mostraram altas temperaturas e depressões no ponto de orvalho. A parede do olho contrai-se por causa da instabilidade inercial. A contração da parede ocular ocorre se a área da convecção ocorrer fora do raio dos ventos máximos. Após a formação da parede ocular externa, o subsidência aumenta rapidamente na região do fosso.
Uma vez que a parede ocular interna se dissipa, a tempestade enfraquece; a pressão central aumenta e a velocidade máxima sustentada do vento diminui. As rápidas mudanças na intensidade dos ciclones tropicais são uma característica típica dos ciclos de substituição da parede ocular. Comparado aos processos envolvidos com a formação da parede ocular secundária, a morte da parede ocular interna é bastante bem compreendida.
Alguns ciclones tropicais com paredes oculares externas extremamente grandes não sofrem a contração do olho externo e subsequente dissipação do olho interno. O tufão Winnie (1997) desenvolveu uma parede ocular externa com um diâmetro de 370 km (200 nmi) que não se dissiparam até chegar à costa. O tempo necessário para o colapso da parede ocular está inversamente relacionado ao diâmetro da parede ocular, principalmente porque o vento direcionado para dentro diminui assintoticamente para zero com a distância do raio dos ventos máximos, mas também devido à distância necessária para colapsar a parede ocular.
Em toda a camada vertical do fosso, há ar descendente seco. A dinâmica da região do fosso é semelhante ao olho, enquanto a parede ocular externa assume a dinâmica da parede ocular primária. A estrutura vertical do olho tem duas camadas. A maior camada é aquela do topo da tropopausa até uma camada de cerca de 700 hPa, descrita por ar quente descendente. Abaixo da camada de cobertura, o ar é úmido e tem convecção com a presença de nuvens estratocumululares. O fosso assume gradualmente as características do olho, sobre o qual a parede ocular interna só pode se dissipar em força, já que a maior parte do fluxo está sendo usada para manter a parede ocular externa. O olho interno é eventualmente evaporado, pois é aquecido pelo ar seco circundante no fosso e nos olhos. Modelos e observações mostram que, uma vez que a parede ocular externa envolve completamente o olho interno, leva menos de 12 horas para a dissipação completa da parede ocular interna. A parede ocular interna se alimenta principalmente do ar húmido na parte inferior do olho antes de evaporar.

## Evolução em um furacão anular
Os furacões anulares têm uma única parede ocular maior e circularmente simétrica. Observações mostram que um ciclo de substituição da parede ocular pode levar ao desenvolvimento de um furacão anular. Embora alguns furacões se transformem em furacões anulares sem substituição da parede ocular, foi levantada a hipótese de que a dinâmica que leva à formação de uma parede ocular secundária pode ser semelhante à necessária para o desenvolvimento de um olho anular. O furacão Daniel (2006) e o tufão Winnie (1997) foram exemplos em que uma tempestade teve um ciclo de substituição da parede dos olhos e depois se transformou em um furacão anular. Foram simulados furacões anulares que passaram pelo ciclo de vida de uma substituição da parede ocular. As simulações mostram que as principais bandas de chuva crescerão de forma que os braços se sobreponham e, em seguida, entram em espiral para formar uma parede ocular concêntrica. A parede ocular interna se dissipa, deixando um furacão com um olho grande e singular, sem bandas de chuva.

### Livros
- Paul V. Kislow (2008). Hurricanes: background, history and bibliography. [S.l.]: Nova Publishers. p. 50. ISBN 978-1-59454-727-0

- Kshudiram Saha (2009). Tropical Circulation Systems and Monsoons. [S.l.]: Springer. p. 76. ISBN 978-3-642-03372-8

### Páginas Web
- «Satellite examples of eyewall replacement cycles». CIMSS Satellite Blog. Consultado em 28 de agosto de 2010
- Jeff Haby. «Answers: How hurricanes replace their eyewalls». Haby's Weather Forecasting Hints. Consultado em 19 de novembro de 2009
- Chris Cappella (31 de agosto de 2004). «Answers: How hurricanes replace their eyewalls». USA Today. Consultado em 19 de novembro de 2009
- R.L. Deal (20 de abril de 2006). «Eye Wall Replacement In Tropical Cyclones» (PDF). MET3300 Project. The Florida State University. Consultado em 19 de novembro de 2009 [ligação inativa]
- «Eyewall Replacement Cycles». (Requires free registration). University Corporation for Atmospheric Research. 2007. Consultado em 19 de novembro de 2009
- J.P. Kossin and D.S. Nolan. «Tropical Cyclone Structure and Intensity Change Related to Eyewall Replacement Cycles and Annular Storm Formation, Utilizing Objective Interpretation of Satellite Data and Model Analyses» (PDF). Consultado em 19 de novembro de 2009 [ligação inativa]
- Jon Hamilton (1 de março de 2007). «Why Katrina Became a Monster and Rita Fizzled». All Things Considered. National Public Radio. Consultado em 19 de novembro de 2009

### Artigos de periódicos
- Willoughby, H. E. (1979). «Forced Secondary Circulations in Hurricanes». J. Geophys. Res. 84 (C6): 3173–3183. Bibcode:1979JGR....84.3173W. doi:10.1029/JC084iC06p03173

- Kossin, J.P.; Schubert, W.H; Montgomery, M.T. (2000). «Unstable Interactions between a Hurricane's Primary Eyewall and a Secondary Ring of Enhanced Vorticity». J. Atmos. Sci. 57 (24): 3893–3917. Bibcode:2000JAtS...57.3893K. CiteSeerX 10.1.1.545.9634. doi:10.1175/1520-0469(2001)058<3893:UIBAHS>2.0.CO;2
- Sitkowski, M.; Barnes, G.M. (2009). «Low-Level Thermodynamic, Kinematic, and Reflectivity Fields of Hurricane Guillermo (1997) during Rapid Intensification». Mon. Wea. Rev. 137 (2): 645–663. Bibcode:2009MWRv..137..645S. doi:10.1175/2008MWR2531.1. hdl:10125/20710
- Zhang, Qing-hong; Kuo, Ying-hwa; Chen, Shou-jun (2005). «Interaction between concentric eye-walls in super typhoon Winnie (1997)». Quarterly Journal of the Royal Meteorological Society. 131 (612): 3183–3204. Bibcode:2005QJRMS.131.3183Z. doi:10.1256/qj.04.33
- Emanuel, K (2003). «Tropical Cyclones». Annu Rev Earth Planet Sci. 31 (1): 75–104. Bibcode:2003AREPS..31...75E. doi:10.1146/annurev.earth.31.100901.141259
- Oda, M.; Nakanishi, M.; Naito, G. (2006). «Interaction of an Asymmetric Double Vortex and Trochoidal Motion of a Tropical Cyclone with the Concentric Eyewall Structure». J. Atmos. Sci. 63 (3): 1069–1081. Bibcode:2006JAtS...63.1069O. doi:10.1175/JAS3670.1
- Zhao, K.; Lee, W.-C.; Jou, B. J.-D. (2008). «Single Doppler radar observation of the concentric eyewall in Typhoon Saomai, 2006, near landfall». Geophys. Res. Lett. 35 (7): L07807. Bibcode:2008GeoRL..3507807Z. doi:10.1029/2007GL032773
- Kuo, H.C.; Schubert, W.H.; Tsai, C.L.; Kuo, Y.F. (2008). «Vortex Interactions and Barotropic Aspects of Concentric Eyewall Formation». Mon. Wea. Rev. 136 (12): 5183–5198. Bibcode:2008MWRv..136.5183K. doi:10.1175/2008MWR2378.1
- Rozoff, C.M.; Kossin, J.P.; Schubert, W.H.; Mulero, P.J. (2009). «Internal Control of Hurricane Intensity Variability: The Dual Nature of Potential Vorticity Mixing». J. Atmos. Sci. 66 (1): 133–147. Bibcode:2009JAtS...66..133R. doi:10.1175/2008JAS2717.1
- Zhu, T.; Zhang, D.L.; Weng, F. (2004). «Numerical Simulation of Hurricane Bonnie (1998). Part I: Eyewall Evolution and Intensity Changes». Mon. Wea. Rev. 132 (1): 225–241. Bibcode:2004MWRv..132..225Z. doi:10.1175/1520-0493(2004)132<0225:NSOHBP>2.0.CO;2
- Nong, S.; Emanuel, K. (2003). «A numerical study of the genesis of concentric eyewalls in hurricanes». Quarterly Journal of the Royal Meteorological Society. 129 (595): 3323–3338. Bibcode:2003QJRMS.129.3323N. doi:10.1256/qj.01.132
- Kuo, H.C.; Lin, L.Y.; Chang, C.P.; Williams, R.T. (2004). «The Formation of Concentric Vorticity Structures in Typhoons». J. Atmos. Sci. 61 (22): 2722–2734. Bibcode:2004JAtS...61.2722K. CiteSeerX 10.1.1.509.1655. doi:10.1175/JAS3286.1
- Terwey, W.D.; Montgomery, M.T. (2008). «Secondary eyewall formation in two idealized, full-physics modeled hurricanes». J. Geophys. Res. 113: D12112. Bibcode:2008JGRD..11312112T. doi:10.1029/2007JD008897. hdl:10945/36925
- Maclay, K.S.; DeMaria, M.; Vonder Haar, T.H. (2008). «Tropical Cyclone Inner-Core Kinetic Energy Evolution». Mon. Wea. Rev. 136 (12): 4882–4898. Bibcode:2008MWRv..136.4882M. doi:10.1175/2008MWR2268.1